# Palais du Rhin

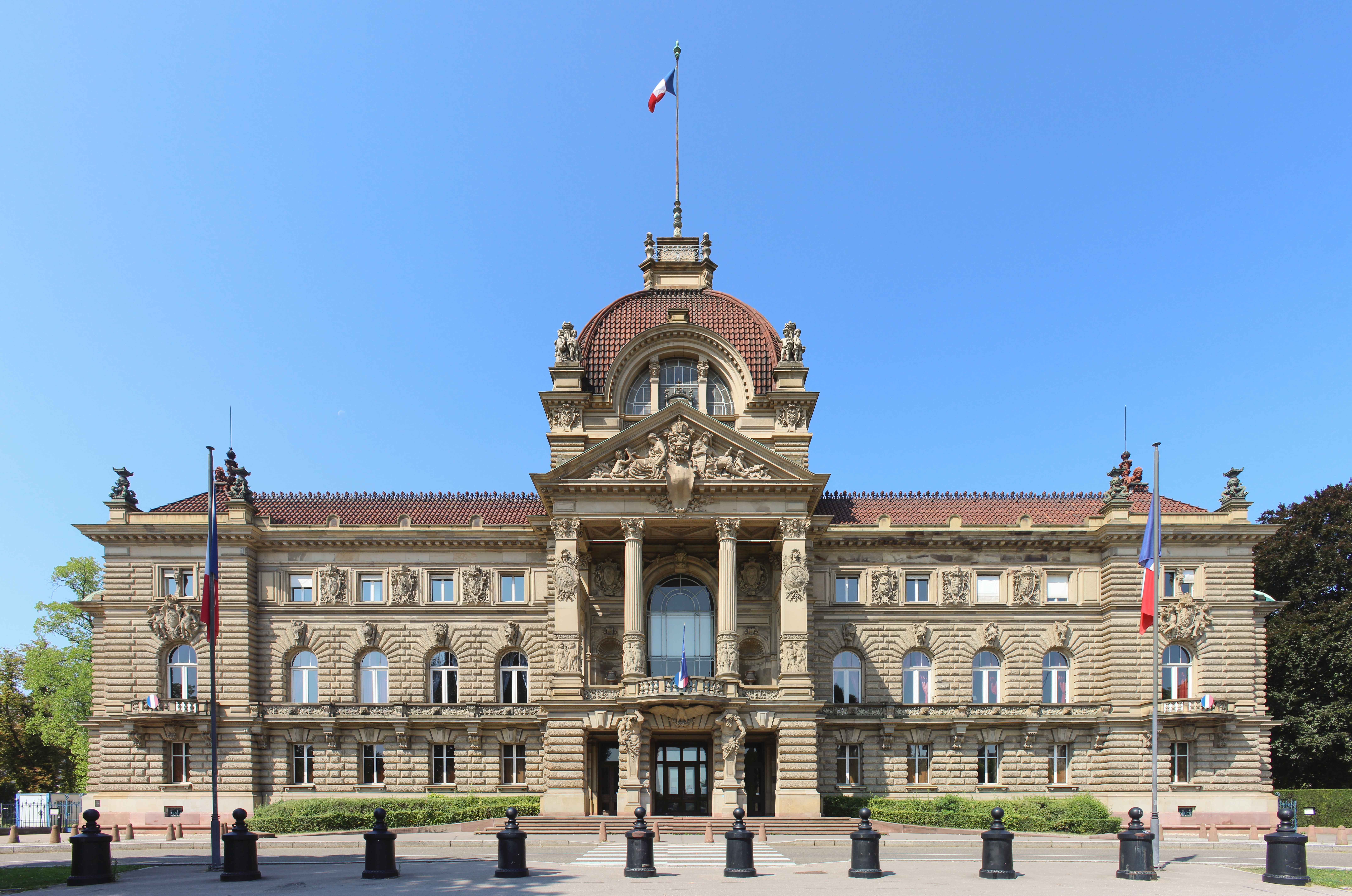
Der Palais du Rhin

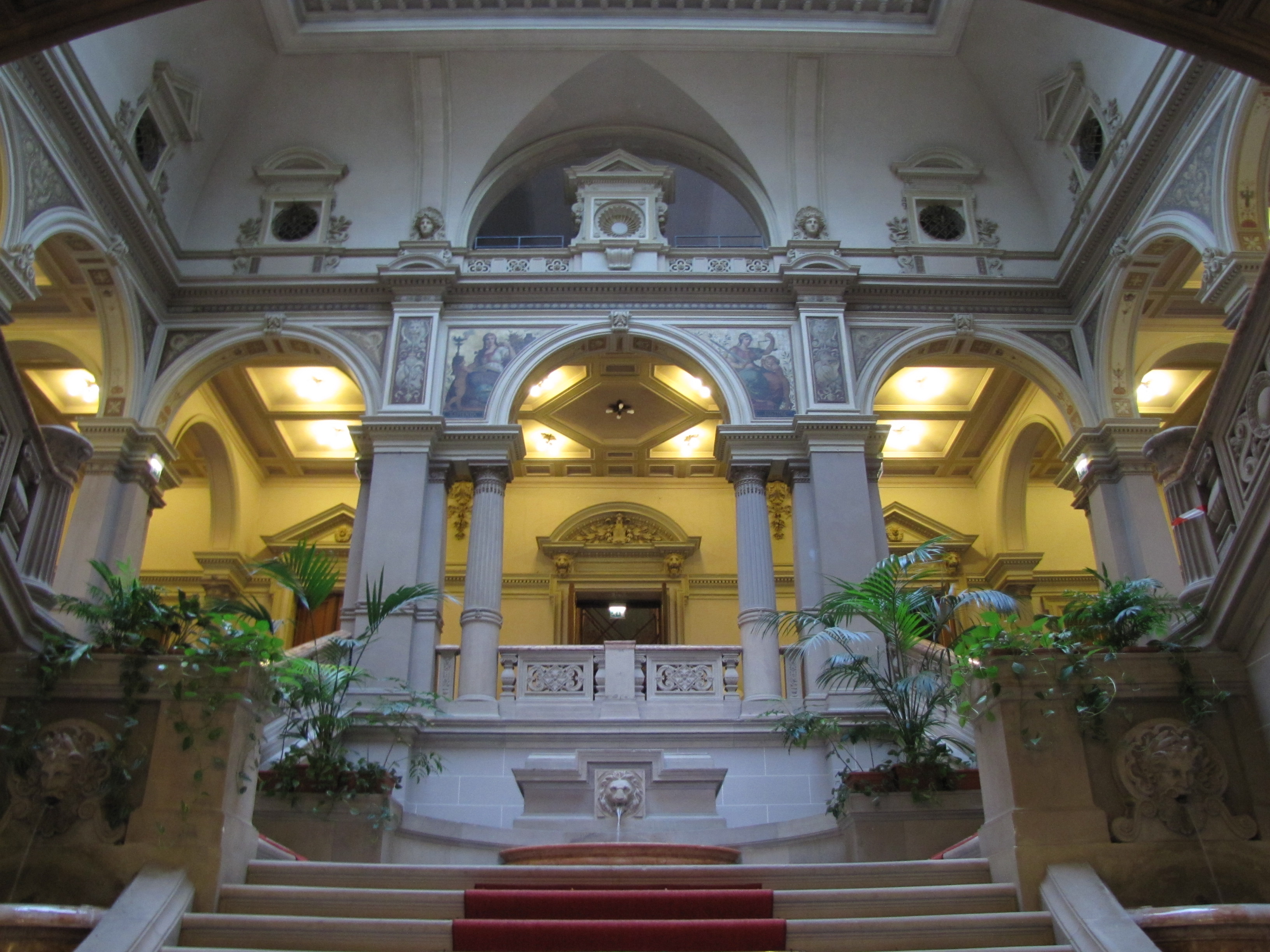
Treppenhaus

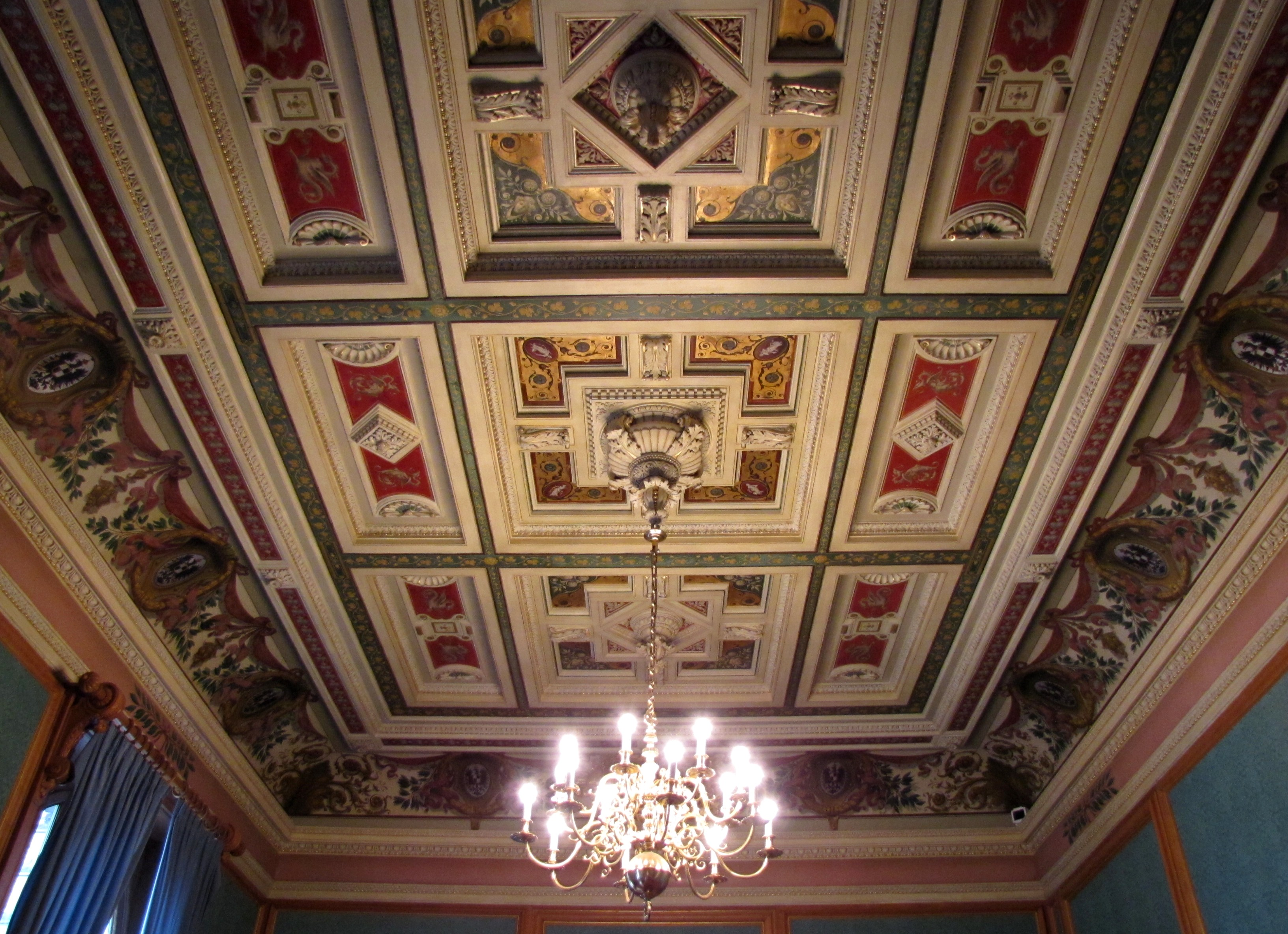
Kassettendecke eines Empfangszimmers

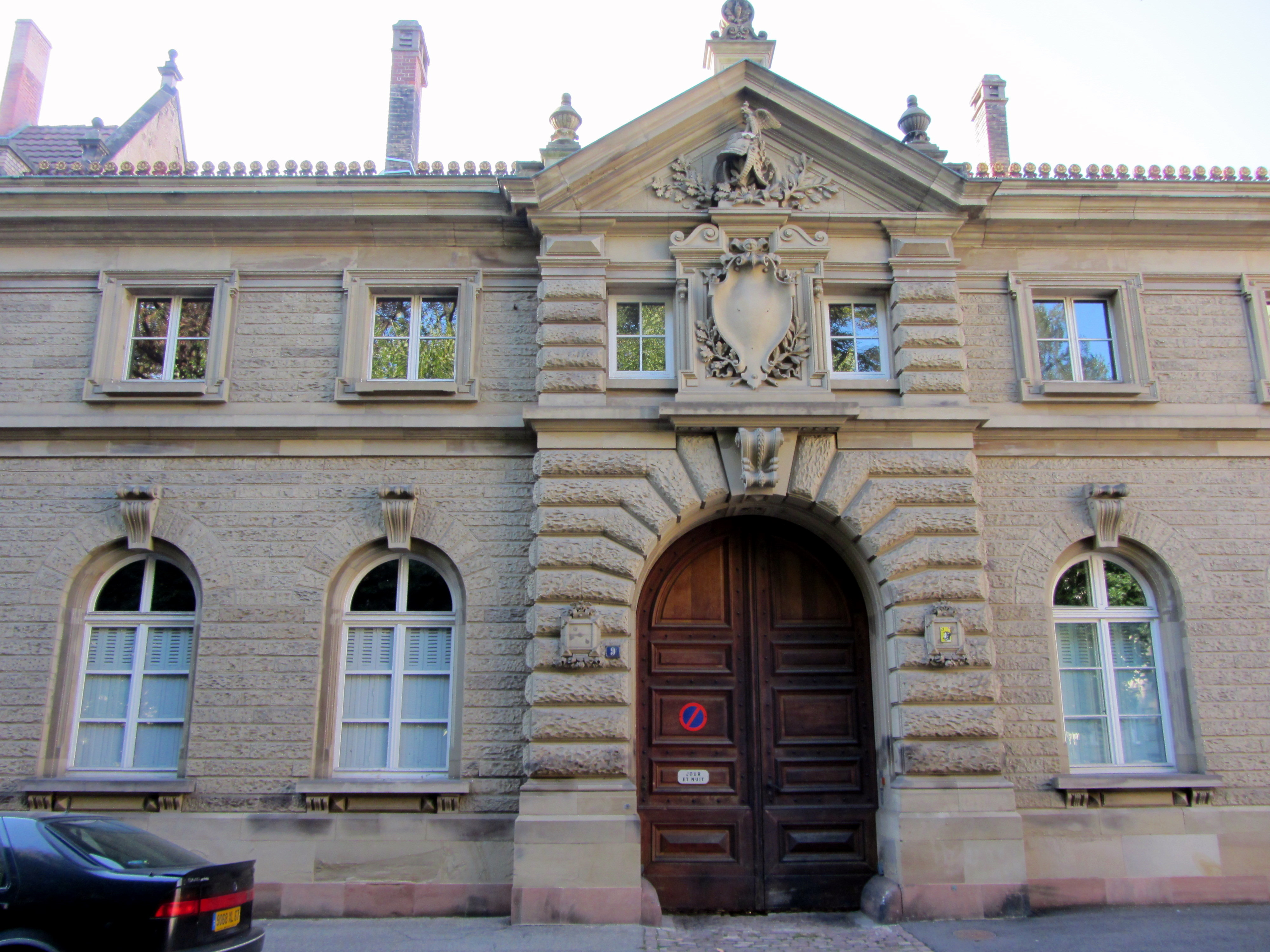
Marstall (Teilansicht)

Der Palais du Rhin (deutsch Rheinpalast), ehemals Kaiserpalast, an der Place de la République (Kaiserplatz) in Straßburg, wurde 1884 bis 1889 errichtet und ist eines der auffälligsten Bauwerke der Stadt. Die gesamte Anlage stellt eines der vollständigsten Zeugnisse deutscher Monumentalarchitektur des späten 19. Jahrhunderts dar.

## Lage
Das von einer Kuppel beherrschte Gebäude wird von einem großzügigen Garten mit einem hohen schmiedeeisernen Gitter umgeben. Die Hauptfassade schließt der weitläufige Place de la République (Kaiserplatz) ab, der von den weiteren mächtigen Regierungsgebäuden (ehemaliger Landtag Elsaß-Lothringens, heute Théâtre national de Strasbourg, ehemalige Reichslandverwaltung, heute Préfecture du Bas-Rhin) gesäumt wird. Der ehemalige Marstall (erbaut 1885) befindet sich hinter dem Palast, an der Ecke der heutigen Rue du Maréchal Foch und Rue du Général Frère. Das nur noch teilweise erhaltene Gebäude wird durch einen Pferdekopf über dem Hauptportal gekennzeichnet.

## Geschichte
Der Kaiserpalast wurde als Palast für den Kaiser des Deutschen Reichs und als Zeugnis der Angliederung des Landes Elsaß-Lothringen angelegt und aus Anlass des 87. Geburtstags Wilhelms I. am 22. März 1884 nach Plänen des Architekten Hermann Eggert (1844–1920) mit Unterstützung durch den späteren Bremer Dombaumeister Ernst Ehrhardt (1855–1944) begonnen. Der aufgrund seiner exorbitanten Kosten (3 Millionen Goldmark) und seines pompösen Neorenaissancestils (vage dem Palazzo Pitti nachempfunden) heftig kritisierte Bau wurde 1889 fertiggestellt und im selben Jahr von Wilhelm II. eingeweiht. Dieser hielt sich in der Folge bis 1914 mindestens einmal jährlich in dem Gebäude auf, ohne jedoch dessen Architektur sonderlich zu schätzen (es erhielt den Beinamen „Elefantenstall“, da es ihn an das Elefantenhaus des Zoos im Berliner Tiergarten erinnert haben soll).
Während des Ersten Weltkriegs wurde das Gebäude als Lazarett verwendet. 1920 wurde es zum Sitz der Zentralkommission für die Rheinschifffahrt (ZKR) und erhielt seinen neuen Namen. 1940 wurde der Palast zum Sitz der Kommandantur der nationalsozialistischen Lokalregierung, dann ab November 1944 zum Hauptquartier des französischen Generalmajors Jacques-Philippe Leclerc de Hauteclocque. Im Zuge der Bombardierung der Stadt durch die Royal und US Air Force im August 1944 wurde der Palast schwer beschädigt.
Heutzutage beherbergt das äußerlich und innerlich aufwendig restaurierte Gebäude neben der ZKR auch die elsässische Direction régionale des Affaires culturelles (DRAC).
2008 diente der Palast als Kulisse für die Dreharbeiten des französischen Fernseh-Mehrteilers La Résistance. Zu diesem Zweck wurde darin das Pariser Gestapo-Hauptquartier  nachgestellt.

## Belege
1. ↑  Außenansichten und Geschichte des Marstallgebäudes (französisch).

Koordinaten: 48° 35′ 15,5″ N, 7° 45′ 9″ O